# Heinrich Nöth
Heinrich Nöth (* 20. Juni 1928 in München; † 26. Juni 2015 ebenda) war ein deutscher Chemiker und von 1998 bis 2005 Präsident der Bayerischen Akademie der Wissenschaften. Weiterhin war er mehrfach Präsident der Gesellschaft Deutscher Chemiker.

## Leben
Heinrich Nöth studierte ab 1949 Chemie an der Ludwig-Maximilians-Universität München. Er arbeitete bei Egon Wiberg, machte 1952 das Diplom und wurde 1954 in München mit einer Arbeit über Wasserstoffverbindungen der 3. Hauptgruppe des Periodensystems der Elemente zum Dr. rer. nat. promoviert.
Nach einer kurzen Tätigkeit in Großbritannien als Postdoc bei ICI im Jahr 1956 kehrte er 1957 wieder nach München zurück. 1962 habilitierte er sich an der LMU. 1965 wurde er zum Nachfolger von Max Schmidt an die Philipps-Universität Marburg berufen, wo er zudem Direktor des neu geschaffenen Instituts für Anorganische Chemie wurde. 1969 wechselte er als Nachfolger von Egon Wiberg auf seine Professur für Anorganische Chemie an die Ludwig-Maximilians-Universität München und Kurt Dehnicke wurde sein Nachfolger in Marburg.
Auch nach seiner Emeritierung 1996 engagierte er sich weiterhin an der Universität und übernahm darüber hinaus eine Gastprofessur in Mexiko.
Nöth war Mitglied mehrerer wissenschaftlichen Akademien des In- und Auslandes. Seit 1975 gehört er der Bayerischen Akademie der Wissenschaften an und fungiert von 1998 bis 2005 als deren Präsident. Er war korrespondierendes Mitglied der Akademie der Wissenschaften zu Göttingen und der Österreichischen Akademie der Wissenschaften sowie o. Mitglied der Mexikanischen Akademie der Wissenschaften, o. Mitglied der Deutschen Akademie der Naturforscher Leopoldina, ao. Mitglied der Russischen Akademie der Wissenschaften und o. Mitglied der Academia Europaea (1993). Weiterhin war er Mitglied der Deutschen Akademie der Technikwissenschaften (Acatech). Die Gesellschaft Deutscher Chemiker wählte ihn zwei Mal zu ihrem Präsidenten (1988/89 und 1992/93) und 1995 zum Ehrenmitglied. Seit 1988 war er Mitglied des Kuratoriums des Deutschen Museums.
Nöths Arbeitsschwerpunkt war das Element Bor sowie Bor-Stickstoff-Verbindungen. Er wurde als „Meister der Borchemie“ bezeichnet. Neben diversen Veröffentlichungen, (seine Publikationsliste umfasst etwa 850 Arbeiten) war er Inhaber von 16 Patenten und er promovierte über 150 Doktoranden.

## Auszeichnungen und Ehrungen
- Alfred-Stock-Gedächtnispreises der Gesellschaft Deutscher Chemiker
- Ehrendoktorwürde Dr. rer. nat. h. c. der Philipps-Universität Marburg
- Ehrendoktorwürde D. Sc. h. c. der Universität Leeds
- Bayerische Verfassungsmedaille in Gold
- Honorary Member of the Chemical Society of London
- Ehrenmitglied der Gesellschaft Österreichischer Chemiker
- Ehrenmitglied der Gesellschaft Deutscher Chemiker
- 1991: Bayerischer Maximiliansorden für Wissenschaft und Kunst
- 2006: Boron of Americas Medaille der Society of Boron Chemists
- 2009: Verdienstkreuz 1. Klasse der Bundesrepublik Deutschland